# Morton (Illinois)
Morton és una vila del Comtat de Tazewell a l'estat d'Illinois (Estats Units). Segons el cens del 2000 tenia 15.198 habitants.

## Demografia
Segons el cens del 2000, Morton tenia 15.198 habitants, 6.021 habitatges, i 4.244 famílies. La densitat de població era de 481,8 habitants/km².
Dels 6.021 habitatges en un 31% hi vivien nens de menys de 18 anys, en un 62,6% hi vivien parelles casades, en un 5,9% dones solteres, i en un 29,5% no eren unitats familiars. En el 26,3% dels habitatges hi vivien persones soles l'11,6% de les quals corresponia a persones de 65 anys o més que vivien soles. El nombre mitjà de persones vivint en cada habitatge era de 2,44 i el nombre mitjà de persones que vivien en cada família era de 2,96.
Per edats la població es repartia de la següent manera: un 23,8% tenia menys de 18 anys, un 7,6% entre 18 i 24, un 25,6% entre 25 i 44, un 24,7% de 45 a 60 i un 18,4% 65 anys o més.
L'edat mediana era de 41 anys. Per cada 100 dones de 18 o més anys hi havia 88,4 homes.
La renda mediana per habitatge era de 53.869 $ i la renda mediana per família de 62.935 $. Els homes tenien una renda mediana de 51.845 $ mentre que les dones 30.973 $. La renda per capita de la població era de 26.531 $. Aproximadament el 2,8% de les famílies i el 5% de la població estaven per davall del llindar de pobresa.

## Poblacions properes
El següent diagrama mostra les poblacions més properes.